# 2020年美国选举邮寄投票

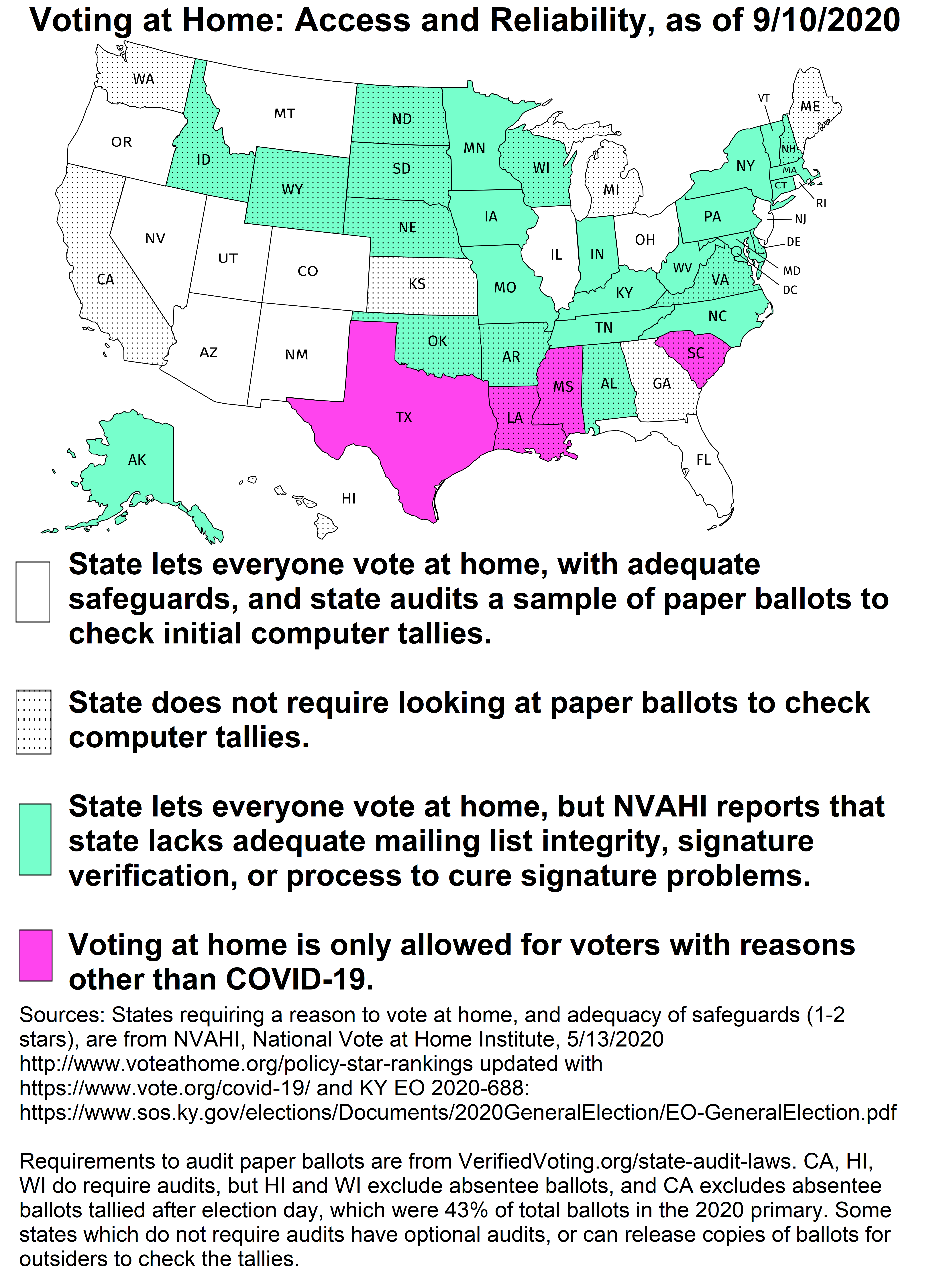
2020年美国选举各州提前投票政策

受到2019冠状病毒病疫情的波及，众多选民通过邮寄投票的方式参与2020年美国选举。

## 选举欺诈的指控
2020年3月，总统唐纳德·特朗普接受福克斯新闻的采访时说民主党假借疫情支持放宽缺席投票的条件有问题，“从选举的角度上来看，你一旦同意（放宽缺席投票的条件），未来共和党在美国的选举中都会落选。”
2020年5月，特朗普开始宣称邮寄投票极易受到选举欺诈的影响，并称邮箱可能会被洗劫、选票会被伪造。共和党内对邮寄投票的问题产生了两极分化，一部分人和总统特朗普一样，认为邮寄投票存在选举欺诈的可能性；另一部分人，包括多数共和党籍参议员并不认同特朗普的说法。事实查核机构称并没有充分的证据说明邮寄投票和选举欺诈存在关联。
7月30日，总统特朗普在推特上称，由于邮寄投票限制的放开，2020年的大选会成为“歷史上最不準確和充满舞弊的大選，將令美國重大蒙羞”，进而他建议延期举行大选。宪法第二条第一款第4节，赋予国会对选举举行日期的唯一决定权。根据美国法典第3卷第一款第1节的规定，2020年大选应在11月3日举行。
9月2日，特朗普向北卡罗来纳州的民众建议，选民应该通过邮寄投票和现场投票的方式各投一次票以测试投票系统的准确性。
司法部部长威廉·巴尔在9月2日的CNN采访中称，司法部已经起诉了得克萨斯州一男子，因其填写了1700份邮寄选票进行选举欺诈。巴尔同时重申了他对外国势力借由伪造邮寄选票扰乱大选的担忧，而专家表示指出伪造选票几乎不可能实施。早在几天前，多位美国情报机构的高级官员就表明目前没有外国势力试图操纵邮寄投票的证据。而巴尔接受采访的次日，国土安全部便发布了情报简报，称“俄罗斯可能继续扩大质疑邮寄投票和要求改变投票程序的言论，从而破坏公众对选举流程的信任”。在之后的一场采访中，巴尔声称邮寄投票意味着买卖选票，包括胁迫投票、贿赂邮递员等行为。
2020年9月30日，白宫记者会上，记者要求总统特朗普承诺如败选“会和平移交权力”，对此特朗普回应说“废除（郵寄）选票，你会获得一个非常和平的（权力移交）。但直白地说，不会有任何的移交，因为我会连任。”联邦选举委员会成员艾伦·温特劳布在推特上回应“以防万一有人不知道这个概念，在美国，我们不会‘抛却’选票，我们会清点选票。清点所有的选票，是我们决定大选后由谁来领导我们这个国家的方式。这是唯一的方式。”因为特朗普暗示不会以和平的方式移交政权，约翰·科宁、本·萨斯和米特·罗姆尼三位共和党参议员都对此作出了批评。

## 邮政服务危机
总统特朗普于2020年5月任命了自己的主要捐助人路易斯·德乔伊为美国邮政总长和首席执行官。德乔伊甫一上任就宣布了削减邮政经营成本的计划，具体举措包括削减员工加班时长、限制额外邮件运输等，因此邮件的投递时间可能会被迫延长。而2020年总统大选许多选民通过邮寄投票的方式参与选举，邮件投递时间的延长可能会导致选票无法及时送达选举办公室并被计入结果。特朗普曾公开表示因为邮寄选票的缘故，他反对向美国邮政拨款。9月17日，联邦法官斯坦利·巴斯蒂安对美国邮政发布了禁制令，裁定特朗普和德乔伊出于政治目的故意拖慢邮政服务的效率。法官在禁制令中补充道，申请这项禁制令的14个州证明了削减邮政经营成本导致邮政效率降低的行为损害了该州组织、管理选举的权力。
美国邮政已经警告说其无法保证通过邮政系统传递的选票会及时送达选举办公室并被计入大选的结果。因此选举专家呼吁选民应当在选举日前尽早寄出选票。而纽约时报的专栏作家认为，支持民主党的选民如果可以应该亲临投票站完成投票。

## 各州邮寄投票截止时间
| 州份               | 缩写 | 最晚寄出时间（以邮戳为准） | 最晚投递至选举办公室时间 |
| ------------------ | ---- | -------------------------- | ------------------------ |
| 亚拉巴马州         | AL   | 11月2日                    | 11月3日12:00             |
| 阿拉斯加州         | AK   | 11月3日                    |                          |
| 亚利桑那州         | AZ   |                            | 11月3日19:00             |
| 阿肯色州           | AR   |                            | 11月3日19:30             |
| 加利福尼亚州       | CA   | 11月3日                    | 11月20日                 |
| 科罗拉多州         | CO   |                            | 11月3日19:00             |
| 康涅狄格州         | CT   |                            | 11月3日20:00             |
| 特拉华州           | DE   |                            | 11月3日20:00             |
| 佛罗里达州         | FL   |                            | 11月3日19:00             |
| 喬治亞州           | GA   |                            | 11月3日                  |
| 夏威夷州           | HI   |                            | 11月3日19:00             |
| 爱达荷州           | ID   |                            | 11月3日20:00             |
| 伊利诺伊州         | IL   | 11月3日                    | 11月17日                 |
| 印第安纳州         | IN   |                            | 11月3日12:00             |
|                    | IA   | 11月2日                    | 11月9日12:00             |
| 堪萨斯州           | KS   | 11月3日                    | 11月6日                  |
| 肯塔基州           | KY   | 11月3日                    | 11月6日                  |
| 路易斯安那州       | LA   |                            | 11月2日16:30             |
| 缅因州             | ME   |                            | 11月3日20:00             |
| 马里兰州           | MD   | 11月3日                    | 11月13日10:00            |
| 马萨诸塞州         | MA   | 11月3日                    | 11月6日                  |
| 密西根州           | MI   |                            | 11月3日20:00             |
| 明尼苏达州         | MN   | 11月3日                    | 11月10日                 |
| 密西西比州         | MS   | 11月3日                    | 11月10日                 |
| 密苏里州           | MO   |                            | 11月3日19:00             |
| 蒙大拿州           | MT   |                            | 11月3日20:00             |
| 内布拉斯加州       | ME   |                            | 11月3日20:00 CT/19:00 MT |
| 内华达州           | NV   | 11月3日                    | 11月10日                 |
| 新罕布什尔州       | NH   |                            | 11月3日17:00             |
| 新泽西州           | NJ   | 11月3日                    | 11月10日20:00            |
| 新墨西哥州         | NM   |                            | 11月3日19:00             |
| 纽约州             | NY   | 11月3日                    | 11月10日                 |
| 北卡罗来纳州       | NC   | 11月3日                    | 11月6日17:00             |
| 北达科他州         | ND   | 11月2日                    |                          |
| 俄亥俄州           | OH   | 11月2日                    | 11月13日                 |
| 奧克拉荷馬州       | OK   |                            | 11月3日19:00             |
| 俄勒冈州           | OR   |                            | 11月3日20:00             |
| 宾夕法尼亚州       | PA   | 11月3日20:00               | 11月6日17:00             |
| 罗得岛州           | RI   |                            | 11月3日20:00             |
| 南卡罗来纳州       | SC   |                            | 11月3日19:00             |
| 南达科他州         | SD   |                            | 11月3日                  |
| 田纳西州           | TN   |                            | 11月3日20:00 ET/19:00 CT |
| 德克萨斯州         | TX   |                            | 11月3日19:00             |
| 犹他州             | UT   | 11月2日                    | 11月16日                 |
| 佛蒙特州           | VT   |                            | 11月2日17:00             |
|                    | VA   | 11月3日                    | 11月6日12:00             |
| 华盛顿州           | WA   | 11月3日                    |                          |
| 西弗吉尼亚州       | WV   | 11月3日                    | 11月8日                  |
| 威斯康星州         | WI   |                            | 11月3日20:00             |
| 怀俄明州           | WY   |                            | 11月3日19:00             |
| 華盛頓哥倫比亞特區 | DC   | 11月3日                    | 11月13日                 |